# Лобсанов Будажап Лобсанович
Будажап Лобсанович Лобсанов (11 листопада 1908, село Селендума Іркутської губернії, тепер Селенгинського району Республіки Бурятії, Російська Федерація — 1986, тепер Російська Федерація) — радянський партійний діяч, 2-й секретар Бурят-Монгольського обкому ВКП(б), голова Президії Верховної ради Бурят-Монгольської АРСР. Депутат Верховної Ради СРСР 2—3-го скликань.

## Біографія
Народився в бідній селянській родині. Одним із перших вступив до комсомолу. Організатор першої сільськогосподарської комуни «Унен» («Правда») у селі Селендума, секретар сільської ради.
У 1924—1927 роках — слухач Верхньоудинської школи радянського та партійного будівництва.
З 1927 року — на радянській роботі в Бурят-Монгольській АРСР: рахівник податкового відділу, інструктор аймачного комітету комсомолу, інспектор аймачного фінансового відділу.
Член ВКП(б) з 1929 року.
У 1929 році — завідувач Селенгинського аймачного земельного відділу, завідувач Селенгинського аймачного фінансового відділу. У 1929—1933 роках — секретар виконавчого комітету Селенгинської аймачної Ради Бурят-Монгольської АРСР.
У 1933—1935 роках — народний комісар юстиції Бурят-Монгольської АРСР; народний комісар землеробства Бурят-Монгольської АРСР.
З серпня 1935 до листопада 1938 року — студент Всесоюзної академії соціалістичного землеробства в Москві.
У 1938—1941 роках — на відповідальній роботі в Раді народних комісарів Бурят-Монгольської АРСР та в Народному комісаріаті землеробства Бурят-Монгольської АРСР.
У лютому 1941 — березні 1943 року — 1-й секретар Єравнинського районного комітету ВКП(б) Бурят-Монгольської АРСР.
У 1943—1945 роках — 1-й секретар Селенгинського районного комітету ВКП(б) Бурят-Монгольської АРСР.
26 лютого 1945 — 16 березня 1951 року — 2-й секретар Бурят-Монгольського обласного комітету ВКП(б).
У 1949—1950 роках — слухач Курсів перепідготовки при ЦК ВКП(б).
У березні 1947 — березні 1951 року — голова Верховної ради Бурят-Монгольської АРСР.
17 березня — 7 квітня 1951 року — в. о. голови Президії Верховної ради Бурят-Монгольської АРСР.
8 квітня 1951 — 17 січня 1955 року — голова Президії Верховної ради Бурят-Монгольської АРСР.
З січня 1955 року — міністр сільського господарства Бурят-Монгольської АРСР.
Потім — директор Малокуналейської машинно-тракторної станції Бурят-Монгольської АРСР.
У 1960—1962 роках — завідувач Сільськогосподарської групи, завідувач Організаційно-інструкторського відділу Ради міністрів Бурятської АРСР.
З 1962 року — 1-й заступник міністра виробництва та заготівель сільськогосподарських продуктів Бурятської АРСР.
Потім — персональний пенсіонер.

## Нагороди
- орден Трудового Червоного Прапора
- медаль «За доблесну працю у Великій Вітчизняній війні 1941—1945 рр.»
- медалі
- Почесна грамота Президії Верховної ради Бурятської АРСР.